# Żarów (gmina)
Żarów – gmina miejsko-wiejska w województwie dolnośląskim, w powiecie świdnickim. W latach 1975–1998 gmina położona była w województwie wałbrzyskim.
Siedziba gminy to Żarów.
Według danych z 30 czerwca 2004 gminę zamieszkiwało 12 340 osób. Natomiast według danych z 30 czerwca 2020 roku gminę zamieszkiwały 12 342 osoby.

## Struktura powierzchni
Według danych z roku 2002 gmina Żarów ma obszar 87,98 km², w tym:
- użytki rolne: 77%
- użytki leśne: 11%

Gmina stanowi 11,84% powierzchni powiatu.

## Demografia

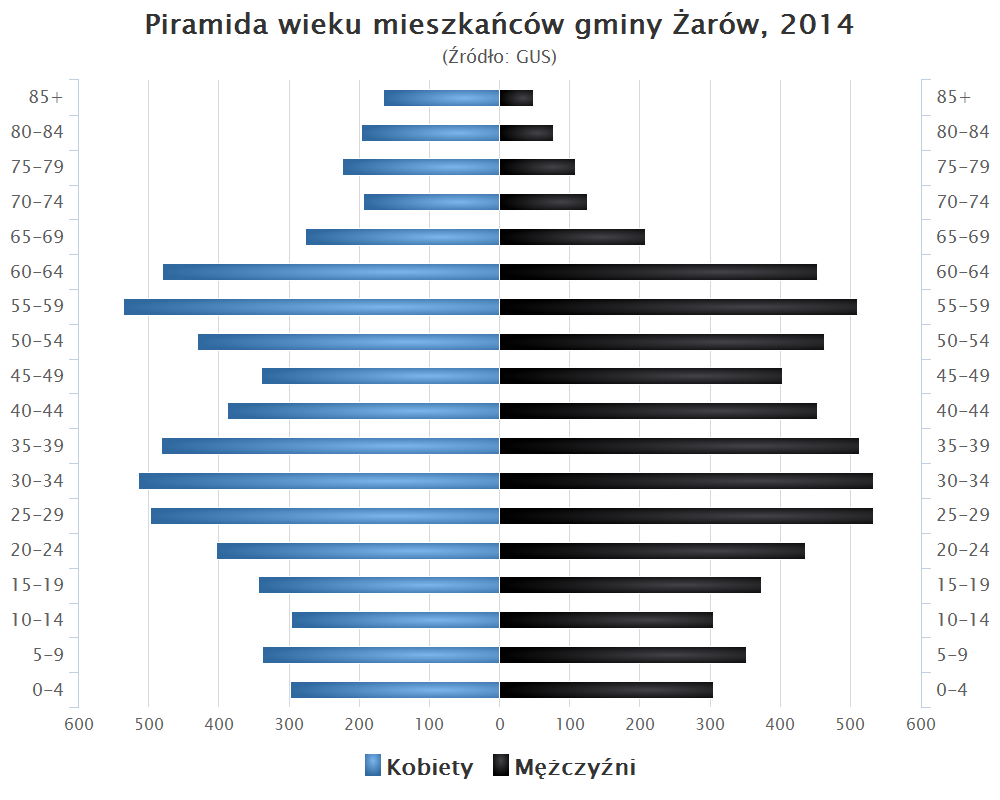
Piramida wieku mieszkańców gminy Żarów w 2014 roku

Dane z 30 czerwca 2004:
| Opis                              | Ogółem | Ogółem | Kobiety | Kobiety | Mężczyźni | Mężczyźni |
| --------------------------------- | ------ | ------ | ------- | ------- | --------- | --------- |
| jednostka                         | osób   | %      | osób    | %       | osób      | %         |
| populacja                         | 12 340 | 100    | 6 374   | 51,7    | 5 966     | 48,3      |
| gęstość zaludnienia (mieszk./km²) | 140,3  | 140,3  | 72,4    | 72,4    | 67,8      | 67,8      |

## Sołectwa
Bożanów, Buków, Gołaszyce, Imbramowice, Kalno, Kruków, Łażany, Marcinowiczki, Mielęcin, Mikoszowa, Mrowiny, Pożarzysko, Przyłęgów, Pyszczyn, Siedlimowice, Wierzbna, Zastruże.
Miejscowość bez statusu sołectwa: Kalno-Wostówka, Tarnawa.

## Sąsiednie gminy
Jaworzyna Śląska, Kostomłoty, Marcinowice, Mietków, Strzegom, Świdnica, Udanin

## Miasta partnerskie
- Újfehértó  Węgry
- Nymburk  Czechy
- Lohmar  Niemcy